# Cyptotrama dennisii
Cyptotrama dennisii är en svampart som beskrevs av Singer 1973. Cyptotrama dennisii ingår i släktet Cyptotrama och familjen Physalacriaceae.   Inga underarter finns listade i Catalogue of Life.